# 방향 화합물

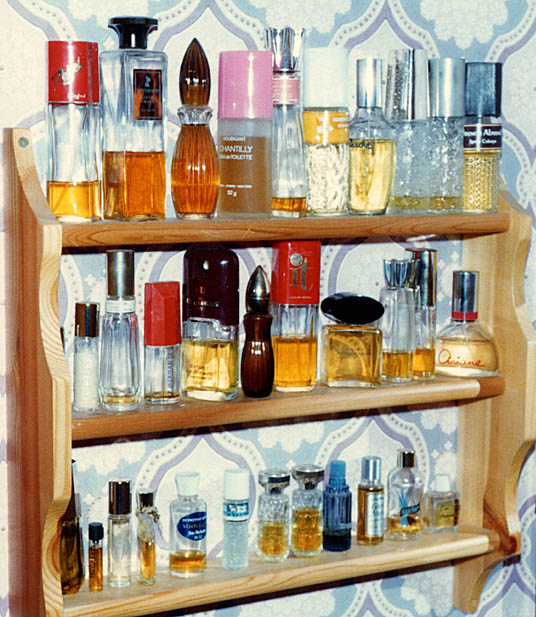
향수병.

방향 화합물(芳香 化合物) 또는 아로마(aroma)는 향기가 나는 화합물이다. 일반적으로 휘발성을 띄고 있어 사람의 후각 기관까지 향기를 전달할 수 있도록 되어 있으며, 일반적인 향 또는 향수와는 달리 냄새뿐만 아니라 맛에도 영향을 주며, 일반적으로 방향 화합물은 분자 질량이 300 미만인 것들로 이루어져 있으며, 종류는 크게 자연적으로 발생하는 것과 인위적으로 발생하는 것으로 분류된다.
방향 화합물은 음식, 포도주, 향신료, 향수, 향유, 방향유 등 다양한 분야에서 이용되며, 특히 맛의 풍미를 더해주는 특성으로 인해 식품업에서 중요한 역할을 담당한다.

## 구조별 방향 화합물

### 에스터
| 화합물 이름                      | 향                             | 자연 발생     | 화학 구조 |
| -------------------------------- | ------------------------------ | ------------- | --------- |
| 아세트산게라닐                   | 과일 향이 강한 장미            | 장미, 꽃 향기 |           |
| 포름산메틸                       | 에테르성                       |               |           |
| 아세트산메틸                     | 달콤한, 네일 폴리시 용매       |               |           |
| 프로피온산메틸 Methyl propanoate | 달콤한, 과일 향이 강한 럼 계열 |               |           |
| 부티르산메틸 Methyl butanoate    | 과일 향이 강한 사과 파인애플   | 파인애플      |           |
| 아세트산에틸                     | 달콤한, 용매                   | 포도주        |           |
| 뷰티르산에틸 Ethyl butanoate     | 과일 향이 강한 오렌지 파인애플 |               |           |
| 초산이소아밀                     | 과일 향이 강한 바나나 배나무속 | 바나나        |           |
| 부티르산 펜틸 Pentyl butanoate   | 과일 향이 강한 배나무속 살구   |               |           |
| en:Pentyl pentanoate             | 과일 향이 강한 사과            |               |           |
| 아세트산옥틸                     | 과일 향이 강한 오렌지          |               |           |
| 아세트산벤질                     | 과일 향이 강한 딸기            | 딸기          |           |
| 안트라닐산메틸                   | 과일 향이 강한 포도            |               |           |

### Linear-terpenes
| 화합물 이름                     | 향                              | 자연 발생                          | 화학 구조 |
| ------------------------------- | ------------------------------- | ---------------------------------- | --------- |
| Myrcene                         | 나무 향, 복합                   | 베르베나, 베이 리프                |           |
| 게라니올                        | 장미, 꽃 향기                   | 제라늄, 레몬                       |           |
| 네롤                            | 스윗 로즈, 꽃 향기              | en:Neroli, en:Lemongrass           |           |
| 시트랄, lemonal Geranial, neral | 레몬                            | en:Lemon myrtle, en:Lemongrass     |           |
| en:Citronellal                  | 레몬                            | en:Lemongrass                      |           |
| en:Citronellol                  | 레몬                            | en:Lemongrass, 장미 en:Pelargonium |           |
| en:Linalool                     | 꽃 향기, 달콤한 나무 향, 라벤더 | 고수 (식물), 바질 라벤더           |           |
| en:Nerolidol                    | 나무 향, 신선한 나무껍질        | en:Neroli, 생강 재스민             |           |

### Cyclic-terpenes
| 화합물 이름   | 향                         | 자연 발생                | 화학 구조 |
| ------------- | -------------------------- | ------------------------ | --------- |
| 리모넨        | 오렌지                     | 오렌지, 레몬             |           |
| 장뇌          | 장뇌                       | Camphor laurel           |           |
| 박하뇌        | 박하뇌                     | 멘타                     |           |
| en:Carvone1   | 캐러웨이 또는 en:Spearmint | 캐러웨이, 딜, 스피어민트 |           |
| en:Terpineol  | 라일락                     | 라일락, en:cajuput       |           |
| alpha-Ionone  | 바이올렛, 나무 향          | 바이올렛                 |           |
| 투욘          | 민트 향                    | 웜우드, 라일락, 향나무속 |           |
| en:Eucalyptol | 유칼립투스                 | 유칼립투스               |           |

### 방향성
| 화합물 이름    | 향                           | 자연 발생   | 화학 구조 |
| -------------- | ---------------------------- | ----------- | --------- |
| 벤즈알데하이드 | 아몬드                       | 아몬드      |           |
| 유제놀         | 정향나무                     | 정향나무    |           |
| 계피알데히드   | 계피                         | 계수 계피   |           |
| 에틸 말톨      | 요리된 과일 캐러멜이 된 설탕 |             |           |
| 바닐린         | 바닐라                       | 바닐라      |           |
| 아니솔         | 아니스                       | 아니스      |           |
| 아네톨         | 아니스                       | 아니스 바질 |           |
| 에스트라골     | 타라곤                       | 타라곤      |           |
| 티몰           | 백리향                       | 백리향      |           |

### 아민
| 화합물 이름             | 향              | 자연 발생                 | 화학 구조 |
| ----------------------- | --------------- | ------------------------- | --------- |
| 트리메틸아민            | 비린내 암모니아 |                           |           |
| 푸트레신 다이아미노부탄 | 썩은 고기       | 썩은 고기                 |           |
| 카다베린                | 썩은 고기       | 썩은 고기                 |           |
| 피리딘                  | 비린내          | 벨라돈나                  |           |
| 인돌                    | 배설물 꽃향기   | 똥 자스민                 |           |
| 스카톨                  | 배설물          | 똥 (희석된) 오렌지 블로섬 |           |

## 기타 방향 화합물

### 알코올
- 퓨라네올 (딸기)
- 1-헥사놀 (허베이셔스, 나무 향)
- cis-3-Hexen-1-ol (신목 벼)
- 박하뇌 (박하)

### 알데하이드
- 아세트알데하이드 (에테르)
- 헥산알 (녹색)
- cis-3-Hexenal (녹색 토마토)
- 푸르푸랄 (불에 탄 귀리)
- 헥실신남알
- 이소발레르알데히드 - 견과 향, 과일 향이 강한, 코코아 같은
- 아니스알데하이드 - 꽃 향기, 달콤한, 산사나무향. 초콜릿, 바닐라, 딸기, 라즈베리, 살구 등의 주요 성분.
- en:Cuminaldehyde (4-propan-2-ylbenzaldehyde) - 매운, 커민 계열

### 에스터
- en:Fructone (과일 향이 강한 사과 계열)
- 헥실아세트산 (사과, 꽃, 과일 향이 강한)
- en:Ethyl methylphenylglycidate (딸기)

### 케톤
- 시클로펜타데칸온 (무스크 케톤)[2]
- 디히드로자스몬 (과일 향이 강한 나무 향, 꽃 향)
- Oct-1-en-3-one (피, 금속, 버섯)[3]
- 2-Acetyl-1-pyrroline (빵, 자스민 쌀)
- 6-Acetyl-2,3,4,5-tetrahydropyridine (빵, 팝콘)

### 락톤
- 감마 데칼락톤 강한 복숭아 향
- 감마 노나락톤 코코넛 향, 선탠 로션에 대중적임.
- delta-Octalactone
- 자스민 락톤 강한 복숭아, 살구 향
- en:Massoia lactone 강한 코코넛 향
- 와인 락톤 달콤한 코코넛 향
- 소톨론 (단풍당밀, 커리, 호로파)

### 티올
- Thioacetone (2-propanethione)
- 알릴 티올 (2-propenethiol; allyl mercaptan; CH2=CHCH2SH) (마늘)[4]
- (Methylthio)methanethiol (CH3SCH2SH), the "mouse thiol", found in mouse-urine and functions as a en:semiochemical for female-mice[5]
- 부탄티올
- 2-Methyl-2-propanethiol
- Butane-1-thiol
- 그레이프프루트 메르캅탄 (그레이프프루트)
- 메테인싸이올 (아스파라거스 먹은 후)
- en:Furan-2-ylmethanethiol (구운 커피)
- 벤질메르캅탄 (파, 마늘)

### 기타 화합물
- 메틸포스핀, 디메틸포스핀 (갈릭 메탈릭)[3]
- 포스핀 (인화아연 독미끼)
- 다이아세틸 (버터 향미)
- 아세토인 (버터 향미)
- 네롤린 (오렌지 향)
- 테트라히드로티오펜 (천연 가스에 추가)
- 2,4,6-Trichloroanisole (상한 코르크)
- 치환된 피라진

## 같이 보기
- 오드투알레트
- 냄새